# 大阪府の市町村歌一覧
大阪府の市町村歌一覧（おおさかふのしちょうそんかいちらん）は、日本の大阪府に属する市町村で制定されている、もしくは過去に制定されていた市町村歌などの自治体歌やそれに準じた楽曲の一覧である。なお、一覧の順序は全国地方公共団体コード順による。

## 概説
大阪府は広島県・大分県と合わせて全国で3府県（通説では「兵庫県民歌」の制定事実を否定している兵庫県を含めた4府県）を数えるのみとなっている都道府県民歌を制定していない府県の1つであるが、府下の市町村では三島郡島本町1町を除いてほとんど全ての市町村が自治体歌を制定しており、全国屈指の高い制定率を誇っている。
戦前から市歌を制定していたのは大阪市・堺市・岸和田市・吹田市・泉大津市で、その他の市でも1940年代後半から1950年代に多くの市歌が制定された。1980年代以降の比較的新しいものには摂津市や四條畷市があり、また21世紀に入ってからは大東市と交野市が新たに市歌を制定している。町村部では田尻町が早くに町歌を制定しており、また阪南市も町制施行時に制定した町歌を市歌として改題・継承した。

## 大阪市
- 大阪市歌[1] - 1921年（大正10年）制定

作詞：堀沢周安 作曲：中田章
詞・曲とも著作権の保護期間を満了（パブリックドメイン）。
現在の市歌が制定される以前には、1903年（明治36年）に大阪朝日新聞の選定で市に寄贈された「大阪市の歌」（作詞：一柳安次郎、作曲：小山作之助/山田源一郎）が存在した。
- 陽はわかし[2] - 1953年（昭和28年）発表

作詞：名谷龍生 作曲：織田辰男 編曲：大澤壽人
市民愛唱歌。
- あなたの胸に わたしの胸に[3] - 1959年（昭和34年）発表

作詞：明珍昇 作曲：難波寛臣
市制70周年記念歌。

### 大阪市の区歌等
大阪市の一部の区では市歌とは別に区歌が制定されている。
- 此花区‥笑顔の花を咲かせよう[4] - 2013年（平成25年）区イメージソング認定

作詞：鈴木綾 作曲：鈴木綾&ラッキー篠原
- 生野区‥生野区民の歌 - 1975年（昭和50年）制定

作詞：堀北由記英 補作：三上博司 作曲：高瀬晴彦
- 旭区‥旭区創設二十周年頌歌 - 1952年（昭和27年）制定

作詞・作曲者不詳、歌詞のみで楽譜は伝わらない。
- 住吉区‥私たちの住吉区[6]

作詞・作曲：こうやまひろみ

### 大阪市の区民音頭
大阪市の大半の区では区民音頭が作られている。
- 都島区‥都島区民音頭[7]

作詞：白石陽久 補作：もず唱平 作曲：三山敏 編曲：高松伸光
- 福島区‥福島区民音頭[8]

作詞：大村春世 補作：島田陽子 作曲：鞍富誠三
- 西区‥西区民音頭[9] - 1979年（昭和54年）発表

作詞：古川義美 作曲：斎藤正雄
- 大正区‥新大正区民音頭[10] - 1997年（平成9年）発表

作詞：有田義雄 作曲・編曲：山路進一
- 浪速区‥なにわ音頭 - 1975年（昭和50年）発表

作詞：三上博司 作曲：高瀬晴彦
- 西淀川区‥西淀川音頭[11] - 1978年（昭和53年）発表

作詞：富山のり子 補作：島田陽子 作曲・編曲：中川昌
- 東淀川区‥東淀川区民音頭[12] - 1984年（昭和59年）発表

作詞：重木倫子 補作：島田陽子 作曲：池田八声
- 東成区‥東成音頭[13] - 1977年（昭和52年）発表

作詞：保田信雄 作曲：上野山正男
- 生野区‥生野ばやし - 1975年（昭和50年）発表

作詞：三上博司 作曲：高瀬晴彦
- 城東区‥城東区民音頭[14] - 1993年（平成5年）発表

作詞：安藤重福 補作：島田陽子 作曲：池田八声 編曲：鞍富誠三
- 阿倍野区‥あべの音頭[15] - 1965年（昭和40年）発表

作詞：三上博司 作曲：和田香苗
- 住吉区‥住吉区民音頭[15]

作詞：川島丈 補作：武田正躬 作曲・編曲：小沢直与志
- 西成区‥西成音頭[16] - 1975（昭和50年）8月発表

作詞：村上逸雄 作曲：直川哲也
- 淀川区‥淀川音頭[17] - 1979年（昭和54年）発表

作詞：白川美和 作曲：鞍富誠三
- 鶴見区‥鶴見区民音頭[18] - 1984年（昭和59年）7月7日発表

作詞：注連敏男 補作：志賀大介 作曲・編曲：坂下滉
- 北区‥北区いきいき音頭[19] - 1989年（平成元年）発表

作詞：室田義正 補作：島田陽子 作曲：池田八声
- 中央区‥中央区民音頭[20] - 1994年（平成6年）発表

作詞：名加千代子 補作：もず唱平 作曲：キダ・タロー 編曲：池多孝春

## 堺市
- 堺市民の歌 - 1958年（昭和33年）制定

作詞：中川至誠 作曲：平井康三郎
市制70周年を記念して制定された2代目の市歌である。
- 堺讃歌 風になれ[22] - 1989年（平成元年）発表

作詞：藤本義一 作曲：服部克久
市制100周年記念歌。

### 堺市の区歌等
- 南区‥みなみく・ダイスキ ダイスキ![23] - 2012年（平成24年）11月11日発表

作詞：もんたった 作曲：武京子
区イメージソング。

## その他市部
岸和田市
- 岸和田市歌[24] - 1924年（大正13年）7月15日制定

作詞：佐沢健平 作曲：阿保寛
- 岸和田市民歌[25] - 1942年（昭和17年）8月10日制定

岸和田市選定 作曲：内田元
- 岸和田市讃歌[26] - 1972年（昭和47年）制定[27]

作詞：寺岡光義 補作：星野哲郎 作曲：新井利昌
戦前に制定された2曲と戦後の1曲を並立させているが、現在は主に「岸和田市讃歌」が市の行事で演奏される。
豊中市
- 豊中市歌[28] - 1947年（昭和22年）制定

作詞：辰己利治 作曲：須藤五郎
市制10周年記念。
池田市
- 池田市歌[30] - 1949年（昭和24年）4月制定

作詞：瀬川浩 作曲：信時潔
吹田市
- 吹田市民の歌[31] - 1970年（昭和45年）4月11日制定

作詞：桑形淑 補作：竹中郁 作曲：石丸寛
市制30周年記念。2代目の市歌である。
泉大津市
- 泉大津市民歌[33]

作詞：堀田政之助 作曲：河内貞二
1942年（昭和17年）の市制施行に合わせて作られたが、戦時下の混乱で楽譜が散逸して歌えなくっていたため戦後に改めて旋律が付けられた。
高槻市
- 高槻市歌 - 1947年（昭和22年）10月15日制定

作詞：芳賀武 作曲：西川得了
貝塚市
- 貝塚市民の歌[34] - 1950年（昭和25年）11月3日制定

作詞：池田壱二 作曲：近藤達夫/小川研二
守口市
- 守口市歌[35] - 1951年（昭和26年）11月1日制定

作詞：安西冬衛 作曲：古関裕而
枚方市
- 枚方市歌[36] - 1947年（昭和22年）10月制定

作詞：辰巳利郎 作曲：高木和夫
茨木市
- 茨木市歌[37] - 1948年（昭和23年）8月31日制定

作詞：大江金治 作曲：仲芳樹
八尾市
- 八尾市歌[38] - 1951年（昭和26年）制定

作詞：池原楢雄 作曲：安城正孝
泉佐野市
- 泉佐野市歌[39] - 1963年（昭和38年）11月15日制定

作詞：番匠谷英一 作曲：藤山一郎
富田林市
- 富田林市市歌[40] - 1950年（昭和25年）9月30日制定

作詞：中谷善次 作曲：野口源次郎
寝屋川市
- 寝屋川市歌[41] - 1959年（昭和34年）3月制定

作詞：寝屋川市教育委員会 作曲：高木和夫
河内長野市
- 河内長野市市民歌[42] - 1955年（昭和30年）8月1日制定

作詞：安西冬衛 作曲：野口源次郎 編曲：高橋半
松原市
- 松原市歌[43] - 1955年（昭和30年）9月制定[44]

作詞：上嶋久恵 補作：喜志邦三 作曲：樋口昌道
大東市
- 大東市民のうた[45] - 2001年（平成13年）制定[46]

作詞：西村由美子 作曲：貫輪久美子
市制45周年記念。
和泉市
- 和泉市歌[47] - 1957年（昭和32年）3月18日制定

作詞：葛城天牛 作曲：川澄建一
- ふるさと翔歌（市民愛唱歌）[48]

作詞：保岡直樹 補作：島田陽子 作曲：宮崎剛
箕面市
- 箕面市歌[49] - 1956年（昭和31年）12月1日制定

作詞：貴田昇、松山三郎左衛門、柏木博久 作曲：尾西勝
柏原市
- 柏原市歌[50] - 1958年（昭和33年）10月1日制定

作詞：明珍昇 作曲：伊豆野勝
- 柏原市民憲章讃歌 ～わがまち柏原～ - 1998年（平成10年）制定

作詞・作曲：新井裕治
憲章歌。市制40周年記念。
羽曳野市
- 羽曳野市歌[51] - 1959年（昭和34年）1月15日制定

作詞：奥田丁三 作曲：磯部龍太
門真市
- 門真市歌[52] - 1954年（昭和29年）10月1日制定

作詞：安西冬衛 作曲：大阪音楽大学
摂津市
- 鳥たちよ・川たちよ[53]

作詞：落合武司 作曲：後藤悦治郎 編曲：奥村貢
他に市民音頭として「摂津音頭」、愛唱歌として「摂津慕情」がある。
高石市
- 高石市歌[54] - 1971年（昭和46年）11月22日制定

作詞：竹内幸子 補作：小野十三郎 作曲：野口源次郎
藤井寺市
- 藤井寺市歌[55] - 1973年（昭和48年）11月5日制定

作詞：三上博司 作曲：近藤圭
東大阪市
- 東大阪市市歌[56] - 1967年（昭和42年）2月1日制定

作詞：上出満 作曲：外山雄三
- 東大阪めっちゃ元気な「まち」やねん[57] - 2005年（平成17年）11月13日制定

作詞：南 英市 作曲：つんく♂
平成17年の中核市移行を記念し、全国公募により選定された歌詞をもとに、当市出身のつんく♂が曲を制作したもの。
泉南市
- 希望のうたにつつまれて[58] - 1988年（昭和63年）3月20日制定

作詞：角辻美智枝 補作：島田陽子 作曲：池田八声
四條畷市
- 四條畷市歌「いま ここに」[59] - 1990年（平成2年）7月1日制定

作詞：金堀則夫 補作：島田陽子 作曲：キダ・タロー 編曲：大前成之
交野市
- 交野市歌[60] - 2001年（平成13年）11月3日制定

作詞：和歌妙子 補作：交野市市歌制作委員会 作曲：坂本曠一
大阪狭山市
- 大阪狭山市歌[61]

作詞：中井明子 補作・作曲：早野柳三郎
阪南市
- 阪南市の歌[62] - 1978年（昭和53年）3月1日制定

作詞：百々信也 補作・作曲：小沢直与志
町制施行時に「阪南町の歌」として制定され、1991年（平成3年）の市制施行時に継承・改題される。

## 町村部
三島郡島本町
- （未制定）

町民音頭として島本町商工会青年部が作った「島本音頭」がある。
豊能郡能勢町
- 能勢町町歌 - 1966年（昭和41年）制定[64]

作曲：川澄健一
豊能郡豊能町
- 豊能町歌[66]

作詞：谷口秋之助 作曲：景山伸夫
泉北郡忠岡町
- 忠岡町歌[67] - 1972年（昭和47年）10月制定

作詞・作曲：玉田正恭 補作詞：乾武俊
泉南郡熊取町
- 熊取町歌[68] - 1981年（昭和56年）11月3日制定

作詞：山本正夫 作曲：近藤達夫
泉南郡田尻町
- 田尻町々歌[69] - 1953年（昭和28年）5月3日制定

作詞：清水里枝 補作：薗田素月 作曲：近藤達夫
泉南郡岬町
- わが郷土 岬町[70] - 1975年（昭和50年）10月13日制定

作詞：岡田早苗 作曲：山縣茂太郎
南河内郡太子町
- 太子町々歌[71] - 1976年（昭和51年）9月制定

作詞：松井定逸 作曲：秦井康文 編曲：福田正
町制20周年記念。
南河内郡河南町
- 河南町歌[72] - 1986年（昭和61年）9月制定

作詞：竹綱弓紀子 補作：桑島玄二 作曲：龍野順義
南河内郡千早赤阪村
- 千早赤阪村歌[73] - 1976年（昭和51年）9月30日制定

作詞：松尾一夫 作曲：田中勇

## 廃止された市町村歌
堺市
- 堺市歌[74] - 1935年（昭和10年）制定

作詞：安西冬衛 作曲：佐藤吉五郎 編曲：近藤十九二
初代の市歌である。
吹田市
- 吹田市歌[75] - 1940年（昭和15年）制定

作詞：垂水正保 作曲：正野勇次郎
皇紀2600年記念。初代の市歌である。
布施市
- 布施市歌[76] - 1947年（昭和22年）4月制定

作詞：越智方 作曲：内田元
豊能郡東能勢村
- 東能勢村歌 - 1965年（昭和40年）制定

作詞：坂本遼 作曲：高橋廉
1977年（昭和52年）の町制施行により豊能町へ改称した際に廃止。
南河内郡狭山町
- 狭山町歌 - 1961年（昭和36年）制定

作詞：安西冬衛 作曲：野口源次郎
1987年（昭和62年）の市制施行により大阪狭山市へ改称した際に廃止。
南河内郡美原町
- 美原町町歌 - 1966年（昭和41年）制定

作詞：喜志邦三 作曲：大野正雄 編曲：坂下滉
旧美原町の町制10周年を記念して制定された。